# Edificio del Distrito John A. Wilson
El Edificio del Distrito John A. Wilson, popularmente conocido simplemente como el Edificio Wilson, alberga las oficinas municipales y las cámaras del Alcalde y el Consejo del Distrito de Columbia. Originalmente llamado Edificio del Distrito, se le cambió el nombre en 1994 para conmemorar al expresidente del Consejo John A. Wilson. Terminado en 1908, durante la administración del vigésimo sexto presidente Theodore Roosevelt, el edificio es una estructura que contribuye al sitio histórico nacional de Pennsylvania Avenue.

## Historia
El sitio original era una central eléctrica de tranvías que había sido destruida por un incendio en 1897. Con la "Ley de Construcción Pública" de 1902, el Congreso de los Estados Unidos autorizó $550,000 para la compra de la propiedad y $1.5 millones adicionales (luego aumentó a $2 millones) para la construcción de un nuevo edificio municipal del Distrito. Anteriormente, el gobierno de DC había estado ubicado en el antiguo Ayuntamiento del Distrito de Columbia, una estructura histórica de estilo neoclásico en Indiana Avenue, construida entre 1822 y 1849 por George Hadfield.
Un concurso realizado para el diseño del nuevo edificio del distrito pidió "diseño clásico a la manera del Renacimiento inglés". La firma de Filadelfia de Cope and Stewardson ganó el contrato y la construcción comenzó en 1904. El edificio fue inaugurado el 4 de julio de 1908 por Henry MacFarland, presidente de la Junta de Comisionados. Si bien el edificio ha servido continuamente como las oficinas municipales del gobierno local del Distrito, el Departamento de Guerra de los Estados Unidos albergó allí a 200 militares visitantes durante la Segunda Guerra Mundial.
En 1977, doce hombres armados tomaron como rehenes a unas 150 personas en tres lugares del Distrito de Columbia. Durante la crisis, más tarde conocida como el asedio de Hanafi de 1977, dos de esos hombres armados retuvieron a una docena de rehenes dentro de las cámaras del consejo en el quinto piso del edificio del distrito. El entonces concejal Marion Barry fue alcanzado por una bala perdida durante la conmoción, que dejó otros dos muertos, incluido el oficial de policía de los Servicios de Protección de DC, Wesley Cantrell. La sala de prensa del edificio Wilson lleva el nombre de Maurice Williams, un reportero de 24 años que murió durante el ataque.
En 1995, dos tercios del Edificio Wilson fueron arrendados al gobierno federal por un período de 20 años debido a la incapacidad del distrito para pagar las reparaciones necesarias, durante ese tiempo el distrito pagó aproximadamente $8 millones por año a la Administración de Servicios Generales para arrendar nuevamente el espacio. El gobierno del distrito pudo recuperar el uso de todo el edificio después de que el Congreso de los Estados Unidos aprobara fondos para renovaciones importantes. Las oficinas del alcalde Anthony Williams y el Concejo de DC fueron reubicadas temporalmente a One Judiciary Square .

## Exterior

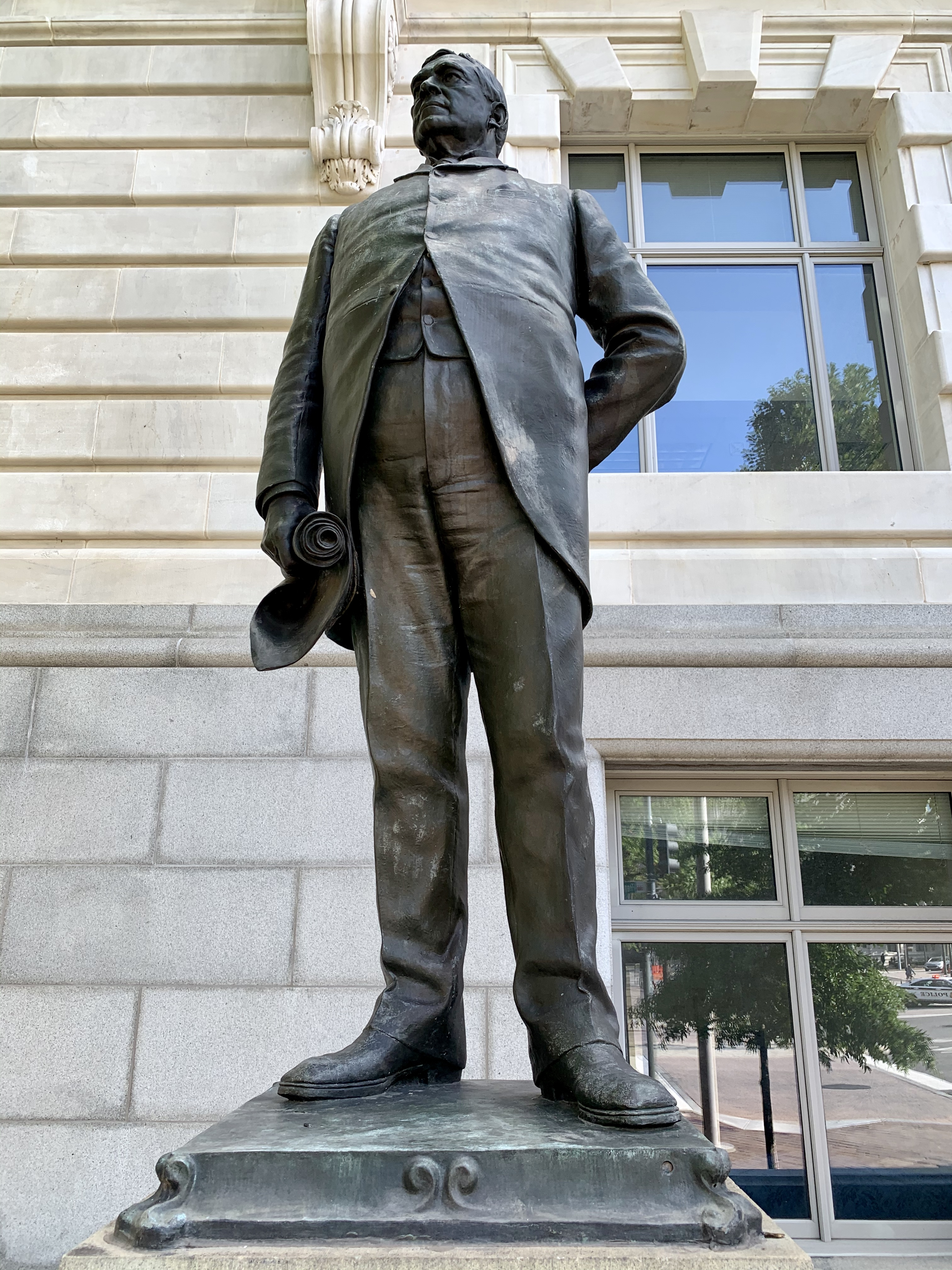
Estatua de Alexander Robey Shepherd fuera del edificio Wilson

El edificio del Distrito fue diseñado en el estilo de renacimiento clásico de Bellas Artes estadounidense y ocupa toda la cuadra entre las calles 14 y 13 1/2 NW, al sur de Pennsylvania Avenue frente a Freedom Plaza . La base del edificio está hecha de granito gris de Maine, mientras que los cuatro pisos superiores están construidos con mármol blanco de Nueva York . La entrada principal del edificio presenta un águila con las alas extendidas rodeada por dos esculturas que representan "Justicia" y "Ley". El quinto piso (ático) presenta esculturas masculinas y femeninas alternas de figuras heroicas que representan: escultura, pintura, arquitectura, música, comercio, ingeniería, agricultura y estadista.
En enero de 2005, la estatua de Alexander Robey Shepherd, gobernador del Distrito de Columbia de 1873 a 1874, fue restaurada a su ubicación original frente al edificio Wilson en la esquina noroeste. Se eliminó en 1979 durante el primer año de la administración del alcalde Marion Barry.

## Uso actual
Después de la Ley de Autonomía del Distrito de Columbia, la forma de gobierno designada por el Alcalde-Comisionado fue reemplazada por un Alcalde del Distrito de Columbia y el Consejo del Distrito de Columbia elegidos localmente que mantienen sus oficinas dentro del Edificio Wilson. La cámara del Consejo de DC, las salas de comités y las oficinas del personal legislativo también se encuentran en el edificio.
En octubre de 2006, la Comisión de Artes y Humanidades de DC inauguró la Colección de Artes del Ayuntamiento. Las piezas de arte de un grupo diverso de artistas del área de DC están en exhibición pública en todo el edificio. Las obras incluyen una fundición de vidrio de Michael Janis de la Washington Glass School ; pinturas de Felrath Hines (ex conservador jefe del Museo Hirshhorn), Sylvia Snowden y Mark Cameron Boyd; fotografías de Alexandra Silverthorne, Harlee Little y Max Hirshfeld; y escultura de Jae Ko. El retrato de John A. Wilson que se exhibe en la entrada principal es del renombrado retratista Simmie Knox.

## notas
1. 1 2  «John A. Wilson Building / District Building». Cultural Tourism D.C. Archivado desde el original el 12 de mayo de 2012. Consultado el 5 de octubre de 2011.
2. 1 2  Ganschinietz, Suzanne. «District Building». National Park Service. Consultado el 5 de octubre de 2011.
3. ↑  Vargas, Theresa (12 de marzo de 2007). «'Some Things You Never Forget'». The Washington Post. Consultado el 5 de octubre de 2011.
4. ↑  Williams, Vanessa (11 de noviembre de 1999). «D.C. Government Reclaims City Hall». The Washington Post. Consultado el 2 de noviembre de 2011.
5. ↑  H-Net Review: Alan Lessoff <ahlesso@ilstu.edu> on Historical Dictionary of Washington, D.C
6. ↑  Dawson, Jessica (11 de noviembre de 2006). «In District Government Building, All Art Is Local». The Washington Post. Archivado desde el original el 9 de febrero de 2013. Consultado el 5 de octubre de 2011.

- Datos: Q3180858
- Multimedia: John A. Wilson Building / Q3180858